# Porte des Cordeliers (Loches)

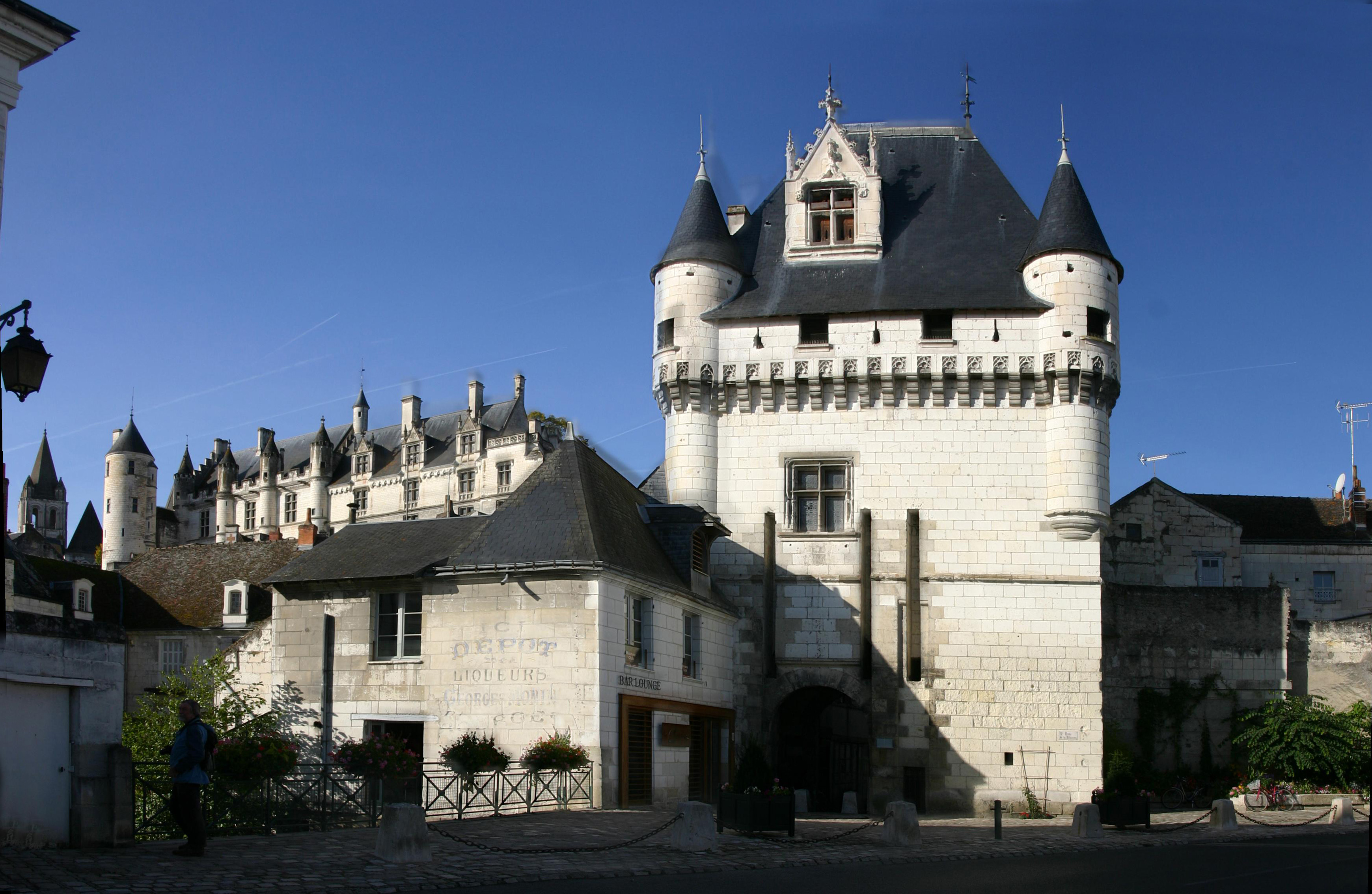
Porte des Cordeliers und Schloss in Loches

Die Porte des Cordeliers ist ein Stadttor in Loches, einer französischen Gemeinde im Département Indre-et-Loire der Région Centre-Val de Loire, das 1497/98 als Teil der Befestigungsanlage errichtet wurde. Das Stadttor an der Westseite des Ortes steht seit 1886 als Monument historique auf der Liste der Baudenkmäler in Frankreich.
Von den ursprünglich vier Stadttoren sind noch zwei erhalten, neben der Porte des Cordeliers auch die Porte Poitevine.